# Il duro del Road House
Il duro del Road House (Road House) è un film del 1989 diretto da Rowdy Herrington con protagonista Patrick Swayze.

## Trama
Nella cittadina di Jasper, nel Missouri, il proprietario del "Double Deuce", Tilghman, non riesce più a lavorare tranquillamente a causa delle continue risse e delle pessime frequentazioni del locale, diventato il covo di spacciatori, ubriaconi molesti e prostitute.
Per riportare un po' di tranquillità l'uomo assume il già famoso James Dalton come capo dei suoi buttafuori e direttore: i modi di quest'ultimo risollevano presto le sorti del locale, ma la cosa non è vista di buon occhio dal mafioso Brad Wesley, che cercherà di corromperlo. Al rifiuto di James, Brad creerà molti problemi sia a lui che agli imprenditori che lo appoggiano, fino ad arrivare ad un sanguinoso regolamento di conti.

## Produzione

### Riprese
Nonostante sia ambientato nel Missouri, in realtà il film è stato girato in California, tra Newhall, Sanger (Fresno) e Valencia.

## Colonna sonora
La colonna sonora per Il duro del Road House mette in evidenza il chitarrista canadese Jeff Healey, la cui band fu descritta nel film come la locale band del Double Deuce. I Cruzados furono la band presente nei titoli di apertura, contribuirono con due canzoni per il film, ma senza produrre la colonna sonora. La stessa fu composta da Michael Kamen.
Nel film si ascoltano i seguenti brani:
- Don't Throw Stones (Cruzados)
- Savoire Faire (Cruzados)
- On the Road Again (The Jeff Healey Band)
- Confidence Man (The Jeff Healey Band)
- Runaround Sue (Dion DiMucci)
- Long Tall Sally (di Little Richard, eseguito da The Jeff Healey Band)
- Travelin' Band (The Jeff Healey Band)
- Good Heart (Kris McKay)
- Blue Monday (di David Bartholomew & Fats Domino, eseguito da Bob Seger)
- Sh-Boom (The Crew Cuts)
- One Foot on the Gravel (The Jeff Healey Band)
- Hear That Guitar Ring (The Jeff Healey Band)
- Mustang Sally (Wilson Pickett)
- Knock on Wood (di Eddie Floyd & Steve Cropper, eseguito da The Jeff Healey Band & Kathleen Wilhoite)
- I'm Tore Down (The Jeff Healey Band)
- Fire in the Night (Alabama)
- Do You Really Want Me (Kristine Weitz)
- Roadhouse Blues (di Jim Morrison, Robby Krieger, John Densmore e Ray Manzarek, eseguito da The Jeff Healey Band)
- I Sold My Soul to Rock and Roll (Bullet)
- These Arms of Mine (Otis Redding)
- Raising Heaven (in Hell) Tonight (Patrick Swayze)
- Cliff's Edge (Patrick Swayze)
- Right from the Start (Earl Thomas Conley)
- All My Ex's Live in Texas (George Strait)
- Rad Gumbo (Little Feat)
- White Room (The Jeff Healey Band)
- Hoochie Coochie Man (The Jeff Healey Band)
- When the Night Comes Falling from the Sky (The Jeff Healey Band)

## Arti marziali
Durante il film Dalton, Jimmy e Garrett danno dimostrazione di conoscere numerose arti marziali, tra cui Taijiquan, Wushu, Kick-boxing, Karate, Muay thai, Judo, Jujutsu, Hapkido, Jiu jitsu brasiliano e Capoeira.

## Edizione italiana
Distribuito in Italia nel settembre 1989 e trasmesso per la prima volta su Rai 2 tre anni più tardi. Doppiaggio affidato al Gruppo Trenta.

## Accoglienza
Il duro del Road House incassò 61,6 milioni di dollari di incasso globale, a fronte di un budget di produzione di 15 milioni.

## Curiosità
- Il film è oggetto di satira nella serie tv I Griffin: in un episodio Peter si comporta in modo violento ispirandosi ai protagonisti de Il duro del Road House; l'episodio, uscito 40 giorni dopo la prematura scomparsa di Patrick Swayze, è dedicato alla sua memoria.
- Durante l'episodio 2 della quarta stagione di Young Sheldon, Mary guarda il film e in seguito ne discute con Georgie.
- Durante la quarta stagione di Yellowstone viene indicato come il miglior film mai uscito.
- A Patrick Swayze nello stesso anno fu proposto di recitare in Tango & Cash a fianco di Sylvester Stallone. Essendo impegnato in questo film, la sua parte andò a Kurt Russell.
- Nel 2024 è uscito un remake intitolato Road House, con Jake Gyllenhaal nel ruolo di protagonista

## Sequel
Nel 2006 è stato realizzato un sequel intitolato Road House - Agente antidroga (Road House 2: Last Call).
Nel 2024 è stato realizzato un remake intitolato semplicemente Road House.